# Věchnov
Věchnov (deutsch Wiechnow, älter auch Wechnau) ist eine Gemeinde in Tschechien. Sie liegt drei Kilometer südöstlich von Bystřice nad Pernštejnem und gehört zum Okres Žďár nad Sázavou.

## Geographie
Věchnov befindet sich auf einem Höhenzug zwischen den Tälern der Nedvědička, Bystřice und Svratka in der Böhmisch-Mährischen Höhe. Věchnov erstreckt sich entlang des Věchnovský potok, der im Dorf entspringt. Südöstlich erhebt sich der Babylon (626 m), im Westen der Věchnov (618 m). Im Osten liegt das Restloch der Grube Železinka/Eisenschacht.
Nachbarorte sind Bratrušín im Norden, Lesoňovice im Nordosten, Vrtěžíř im Osten, Ujčov, Lískovec und Kovářová im Südosten, Býšovec und Pernštejnské Janovice im Süden, Josefov im Südwesten, Zlatkov und Rodkov im Westen sowie Nový Dvůr und Bystřice nad Pernštejnem im Nordwesten.

## Geschichte

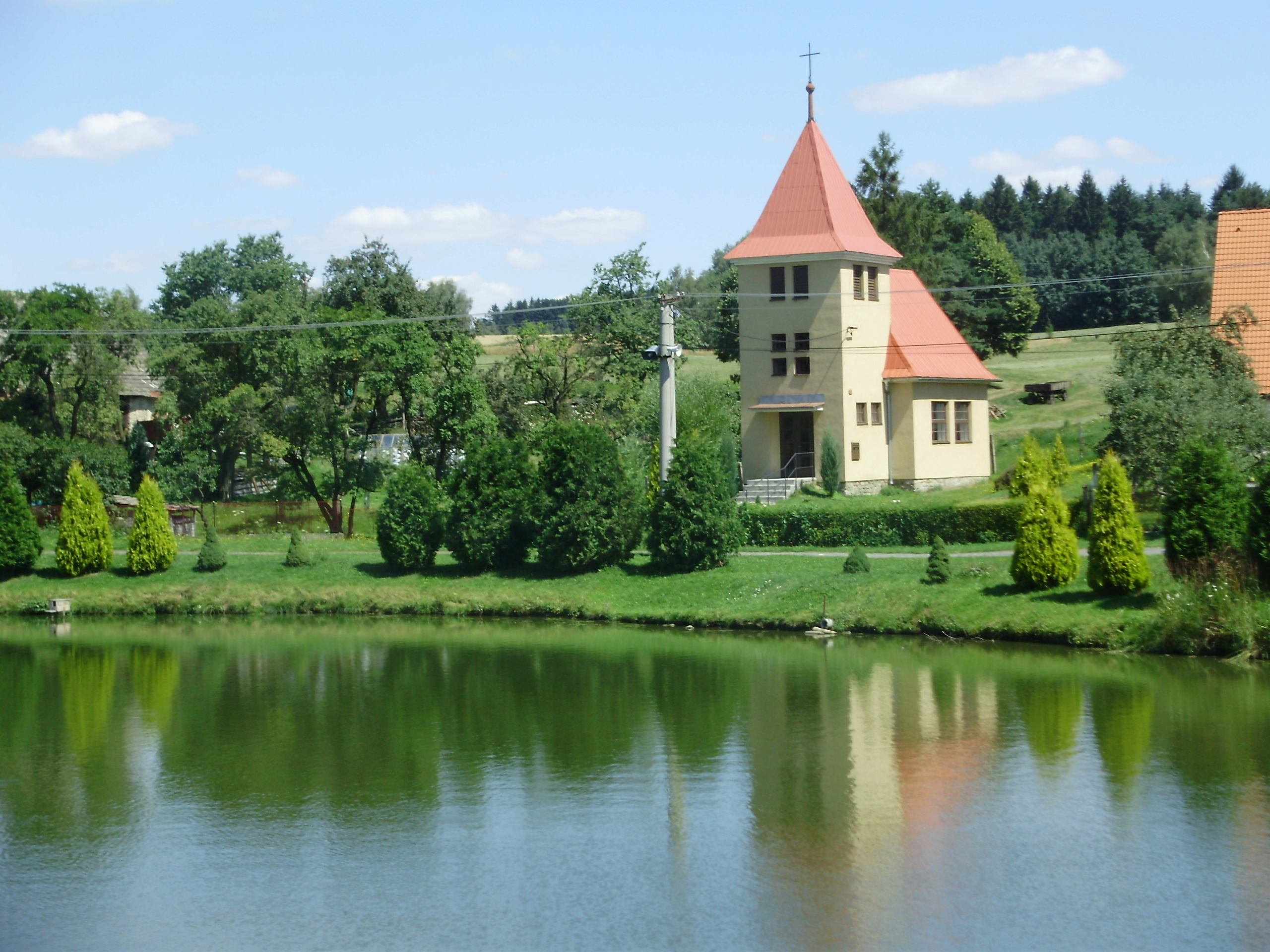
Kapelle des hl. Antonius

Die Gründung des Ortes erfolgte durch deutsche Kolonisten. Die erste urkundliche Erwähnung des vordem zur Burg Auersperg gehörigen Dorfes Wiechnow erfolgte im Jahre 1325, als Jeruše von Auersperg den zu ihrer Aussteuer gehörigen Ort in das Augustinerinnenkloster Doubravník einbrachte. 1335 wurde das Dorf als Hadmars und 1343 als Wechnaw bezeichnet. Später wechselte die Schreibung des Ortsnamens häufig. Nach der Zerstörung des Klosters durch die Hussiten kam der Ort zu den Gütern der Pernsteiner zurück und wurde der Herrschaft Bystřice angeschlossen. Im 17. Jahrhundert wurde Wiehniow Sitz eines Richters. Zu Beginn des 19. Jahrhunderts wurde die Magnetitlagerstätte östlich des Dorfes erschlossen und Zeche Eisenschacht / Železinka abgeteuft. Der Abbau gestaltete sich sehr rentabel, da mit geringem Aufwand Erz hoher Güte gewonnen wurde, das in den Stiepanauer Eisenwerken ausgeschmolzen wurde.
Nach der Aufhebung der Patrimonialherrschaften bildete Věchňov / Wiechnow ab 1850 eine Gemeinde im Bezirk Neustadtl. 1893 trug der Ort den Namen Wěchnow und seit 1915 heißt er Věchnov. 1949 wurde die Gemeinde dem Okres Bystřice nad Pernštejnem zugeordnet. 1961 erfolgte die Zuordnung zum Okres Žďár nad Sázavou. In den 1980er Jahren wurde die Grube Železinka, in der nach der Einstellung des Eisenbergbaus Kies gewonnen wurde, stillgelegt und danach zu großen Teilen mit Hausmüll verfüllt. Zwischen 1981 und 1992 war Věchnov nach Bystřice nad Pernštejnem eingemeindet.

## Ortsgliederung
Für die Gemeinde Věchnov sind keine Ortsteile ausgewiesen.

## Sehenswürdigkeiten
- Kapelle des hl. Antonius, am Dorfteich, errichtet anstelle eines kleineren Vorgängerbaus, geweiht 1956
- gusseisernes Kreuz an der Straße nach Kovářová, aus dem Jahre 1900
- geschützte Grassteppe Argentina, nördlich des Dorfes